# LOVEHATE
『LOVEHATE』（ラヴヘイト）は、RIZEの1枚目のミニ・アルバム。2014年10月1日にTENSAIBAKA RECORDSより配信限定で発売された。

## 解説
バンド初の配信限定EPで、表題曲「LOVEHATE」や「NOTORIOUS」のほか、2014年に参加した音楽フェス・京都大作戦での音源を収録。

## 収録曲
1. LOVEHATE [3:28]
(作詞・作曲：JESSE, 金子ノブアキ, KenKen)
  - KenKenはTwitterで「歌詞の内容で、なかなかラジオやTVで流せない」と話しており[3]、iTunes Storeではペアレンタル・アドバイザリーのラベルが添付されている[4]。ミュージック・ビデオはYasuhiro Iwataniがディレクションを担当[5]。
2. NOTORIOUS [4:13]
(作詞・作曲：JESSE, 金子ノブアキ, KenKen)
  - 2015年にリリースされた18thシングル「PARTY HOUSE」に石野卓球によるリミックスが収録されている。
3. GET THE MIC (Live at MISSION IMPOSSIBLE KYOTO) [3:23]
(作詞：JESSE / 作曲：RIZE)
4. Why I'm Me (Live at MISSION IMPOSSIBLE KYOTO) [4:23]
(作詞：JESSE / 作曲：JESSE, 金子ノブアキ, TOKIE)
5. NOTORIOUS (Live at MISSION IMPOSSIBLE KYOTO) [4:22]
(作詞・作曲：JESSE, 金子ノブアキ, KenKen)
6. 日本刀 (Live at MISSION IMPOSSIBLE KYOTO) [3:44]
(作詞：JESSE / 作曲：JESSE, 金子ノブアキ, 小川剛史, 中尾宣弘)
7. カミナリ (Live at MISSION IMPOSSIBLE KYOTO) [4:10]
(作詞：JESSE / 作曲：JESSE, 金子ノブアキ, TOKIE)
8. KAMI (Live at MISSION IMPOSSIBLE KYOTO) [4:51]
(作詞：JESSE / 作曲：RIZE)